# 日本国憲法第55条
日本国憲法 第55条（にほんこく（にっぽんこく）けんぽう だい55じょう）は、日本国憲法の第4章にある条文で、国会議員の資格争訟の裁判について規定している。

## 条文
日本国憲法、e-Gov法令検索。

第五十五条両議院は、各々その議員の資格に関する争訟を裁判する。但し、議員の議席を失はせるには、出席議員の三分の二以上の多数による議決を必要とする。

## 解説
議員の資格
被選挙権を保持していること（公職選挙法10条・11条）。
兼職の規定に反していないこと（憲法第48条、国会法第39条・第108条・第109条）。
ここで問題としている議員の資格争訟は、議員に就任した後に資格を喪失した場合について規定しているのであって、議員に就任する前に当選人となる地位を有しているかどうかを選挙会や裁判所が審査することを否定するものではない。

## 沿革

### 大日本帝国憲法
なし

### GHQ草案
「GHQ草案」、国立国会図書館「日本国憲法の誕生」。

#### 日本語
第四十九条国会ハ選挙及議員ノ資格ノ唯一ノ裁決者タルヘシ当選ノ証明ヲ有スルモ其ノ効力ニ疑アル者ノ当選ヲ拒否セントスルトキハ出席議員ノ多数決ニ依ルヲ要ス

#### 英語
Article XLVIX.The Diet shall be the sole judge of the elections and the qualifications of its members. The denial of a seat to anyone who is certified to have been elected and whose right to the seat has been questioned shall require the vote of a majority of the members present.

### 憲法改正草案要綱
「憲法改正草案要綱」、国立国会図書館「日本国憲法の誕生」。

第五十
両議院ハ各々其ノ議員ノ選挙又ハ資格ニ関スル争訟ヲ裁判スルコト
当選シタルコトヲ証セラレタル者ノ議席ヲ失ハシムルニハ出席議員三分ノ二以上ノ多数ニ依ル議決ヲ為スコトヲ要スルコト

### 憲法改正草案
「憲法改正草案」、国立国会図書館「日本国憲法の誕生」。

第五十一条両議院は、各々その議員の選挙又は資格に関する争訟を裁判する。但し、議員の議席を失はせるには、出席議員の三分の二以上の多数による議決を必要とする。